# Marco Uccellini
Marco Uccellini (ur. ok. 1603 lub 1610 w Forlimpopoli, zm. 10 września 1680 tamże) – włoski kompozytor.

## Życiorys
Pochodził z rodziny arystokratycznej, otrzymał święcenia kapłańskie. Studiował w Asyżu, gdzie jego nauczycielem mógł być Giovanni Battista Buonamente. W 1641 roku wyjechał do Modeny, gdzie podjął służbę na dworze książąt d’Este. Pełnił funkcję kapelmistrza i mistrza dworskiej muzyki instrumentalnej. Uczył też muzyki dzieci księcia Franciszka I, któremu towarzyszył również podczas podróży dyplomatycznych. Od 1647 roku był również kapelmistrzem katedry w Modenie. W 1655 roku podczas pobytu na dworze kardynała Ottavia Acquavivy w Rimini grał na skrzypcach przed goszczącą tam królową Krystyną szwedzką. Od 1660 roku przebywał na dworze książąt Farnese w Parmie w charakterze nadwornego kapelmistrza. W 1668 roku na uroczystości zaślubin syna księcia Ranuccio II poprowadził wykonanie swojego 3-chórowego motetu. W 1679 roku wrócił do rodzinnego Forlimpopoli.

## Twórczość
Należał do czołowych włoskich kompozytorów i wirtuozów skrzypiec okresu środkowego baroku, zapoczątkował działalność tzw. modeńskiej szkoły skrzypcowej. Główny trzon twórczości Uccelliniego stanowią utwory kameralne, w tym tańce i wariacje oparte na popularnych tematach pieśniowych. W swoich kompozycjach dbał o zwartość i klarowność formy, stosował scalanie formy przy pomocy repetycji i rekapitulacji, prowadził tematy na różnych stopniach skali. W formie sonatowej ograniczał liczbę odcinków na rzecz kilku większych części. Interesował się techniką kanoniczną stosując nieraz zawiłe konstrukcje, sięgał też do tradycji ricercarowej. Jego Sonate, over canzoni z 1649 roku stanowią najstarszy znany zbiór sonat na skrzypce i basso continuo. Zaginęła natomiast większość jego twórczości scenicznej.

## Ważniejsze kompozycje
(na podstawie materiałów źródłowych)

### Utwory instrumentalne
- Sonate, sinfonie et correnti na 2–4 głosy i basso continuo (wyd. Wenecja 1639)
- Sonate, arie et correnti na 2–3 głosy i basso continuo (wyd. Wenecja 1642)
- Sonate, correnti et arie na 1–3 głosy i basso continuo (wyd. Wenecja 1645)
- Sonate, over canzoni na skrzypce i basso continuo (wyd. Wenecja 1649)
- Ozio regio: Compositioni armoniche sopra il violino e diversi alti strumenti na 1–6 głosów i basso continuo (wyd. Wenecja 1660, 2. wydanie Antwerpia 1668)
- Sinfonici concerti brevi e facili na 1–4 głosy (wyd. Wenecja 1667)
- Sinfonie boscareccie na skrzypce, basso continuo i 2 skrzypiec ad libitum (wyd. Antwerpia 1669)

### Utwory wokalno-instrumentalne
- Salmi na 1 i 3–5 głosów oraz basso continuo (wyd. Wenecja 1654)

### Opery
- Gli eventi di Filandro ad Edessa (wyst. Parma 1675)

### Balety
- Le navi d’Enea (wyst. Parma 1673)
- Il Giove d’Elide fulminato (wyst. Parma 1677)